# Thayer (Nebraska)
Pour les articles homonymes, voir Thayer.
Ne pas confondre avec le comté situé dans le même État, le comté de Thayer.
Le village américain de Thayer est situé dans le comté de York, dans l’État du Nebraska. Lors du recensement de 2010, sa population s’élevait à 62 habitants.

## Source
- (en) Cet article est partiellement ou en totalité issu de l’article de Wikipédia en anglais intitulé « Thayer, Nebraska » (voir la liste des auteurs).